# Hamida Banu Begum
Hamida Banu Begum (in persiano  حمیده بانو بیگم‎; Agra, 1527 – Agra, 29 agosto 1604) è stata una nobildonna indiana di origini persiane, consorte dell'imperatore Moghul Humayun e madre del suo successore Akbar.

## Biografia
Hamida Banu Begum nacque nel 1527 ad Agra, nel neonato impero Moghul. La sua famiglia aveva origini persiane: suo padre era Shaikh Ali Akbar Jami, discendente di Ahmad Jami Zinda e precettore di Hindal Mirza, uno dei figli dell'imperatore Babur, mentre sua madre era la sua consorte Mah Afroz Begum.
Incontrò Humayun, fratellastro di Hindal e imperatore, nel 1541, quando furono entrambi ospiti a un banchetto organizzato da Dildar Begum, madre di Hindal. Subito dopo, Humayun la chiese in moglie, provocando un aspro litigio fra lui e Hindal perché, secondo Gulbadan Begum, loro sorella, Hindal e Hamida erano innamorati l'uno dell'altra e progettavano di sposarsi. Anche Hamida fece tutto quel che era in suo potere per opporsi alle nozze, rifiutandosi perfino di uscire dalla sua camera, ma dopo quaranta giorni Dildar ne forzò la porta e le intimò di fare il suo dovere e ubbidire a suo padre e al suo sovrano.
Così, un lunedì del settembre 1541, Hamida sposò Humayun a Paat, divenendone una delle consorti secondarie, subordinata alla moglie principale Bega Begum. Lei aveva quattordici anni, mentre lui ne aveva trentatré. Il matrimonio portò in dote a Humayun il supporto delle tribù sciite da cui era originario il padre di Hamida, cosa che gli fu utile nella guerra che Humayun all'epoca combatteva contro Sher Shah.
Rimasta presto incinta, Hamida dovette affrontare un pericolo viaggio attraverso il deserto fino a Umerkot, dove venne ospitata da Rana Prasad. Lì, la mattina del 15 ottobre 1542, partorì il suo primogenito, un maschio che Humayun chiamò Akbar, nome che secondo lui gli era stato suggerito in sogno da Allah.

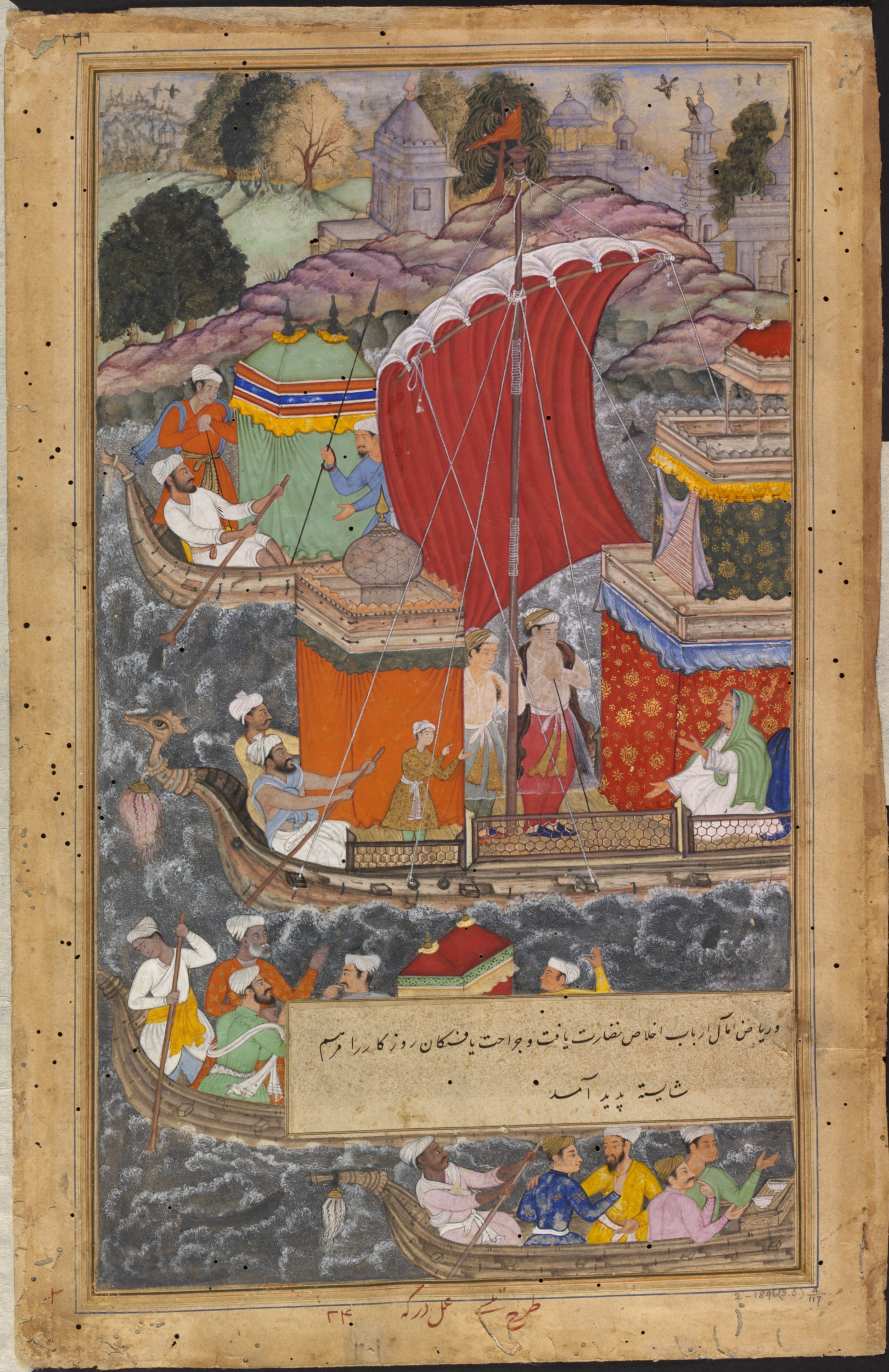
Hamida Banu Begum in viaggio verso Agra

Negli anni seguenti visse praticamente raminga, dovendo seguire il marito in fuga dopo aver perso il trono contro Sher Shah. A dicembre, lei e il suo neonato di pochi mesi viaggiarono per dodici giorni attraverso la giungla fino al campo di Jūn. Nel 1543, dovette fuggire attraverso il deserto da Sindh a Qandahar. Infine, nel 1544, lasciandosi dietro il figlio, preso prigioniero da Askari Mirza, fratellastro di Humayun, seguì il marito in esilio in Persia. Lì, a Sabzawar, diede alla luce due figlie gemelle, che però morirono pochi mesi dopo, nel 1545, durante la marcia di rientro in India a con l'esercito fornito da Tahmasp I a Humayun perché riconquistasse il trono. Una volta tornati in India furono accolti da Hindal Mirza, che il 15 novembre 1545 le riconsegnò il figlio Akbar, che era nel frattempo riuscito a recuperare. La scena del bambino che riconosce sua madre per poi correrle incontro è una scena nota dell'Akbarnama, le cronache del suo regno.

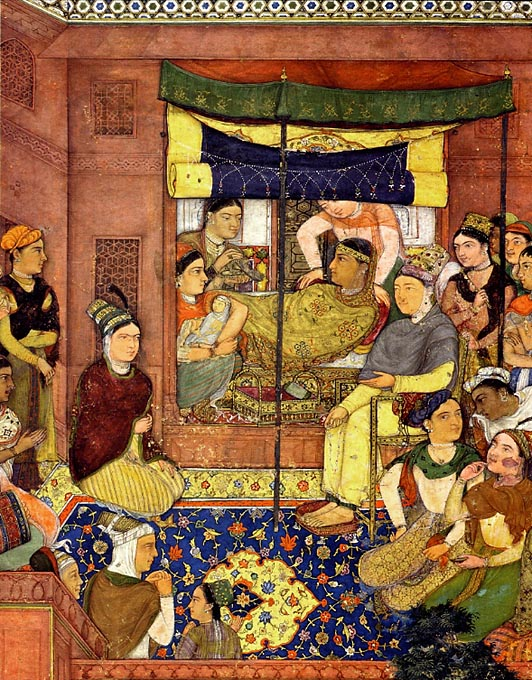
Hamida Banu Begum assiste alla nascita di sua nipote Jahangir

Dal 1548 in poi visse a Kabul con il figlio, che salì al trono alla morte del padre nel 1556. L'anno dopo, Hamida lo raggiunse in India, dove lo supportò contro il ministro Bairam Khan, che esercitava la reggenza durante la minore età di Akbar e che fu dimesso nel 1560. Si dedicò anche a crescere sua nipote, Shahzada Khanum. Hamida godette di grande influenza durante il regno di Akbar, che la onorò dei titoli di Padshah Begum (prima donna dell'Impero) e Mariam Makani (letteralmente "che dimora con Maria", ovvero "innocente"). In particolare, Hamida fu fondamentale nel riconciliare Akbar e il suo ribelle figlio Salim Jahangir, che gli sarebbe poi successo. Nonostante ciò, è noto che il suo rapporto con Akbar era spesso teso e freddo e che il figlio, pur rispettandola, considerava Bega Begum, moglie principale del padre, come una madre più affettuosa con lui di quanto non lo fosse Hamida.

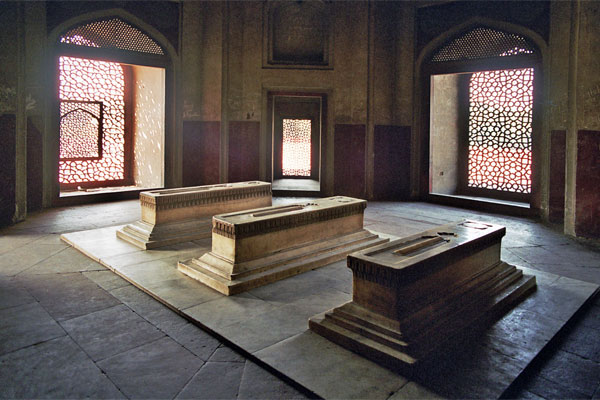
Sarcofago di Hamida Banu Begum

Hamida morì ad Agra il 29 agosto 1604. In segnò di lutto, Akbar si rasò la testa, cosa che in precedenza aveva fatto solo alla morte di Jiji Anga e che non fece mai più. La fece tumulare mausoleo di Humayun, commissionato da Bega Begum.

## Discendenza

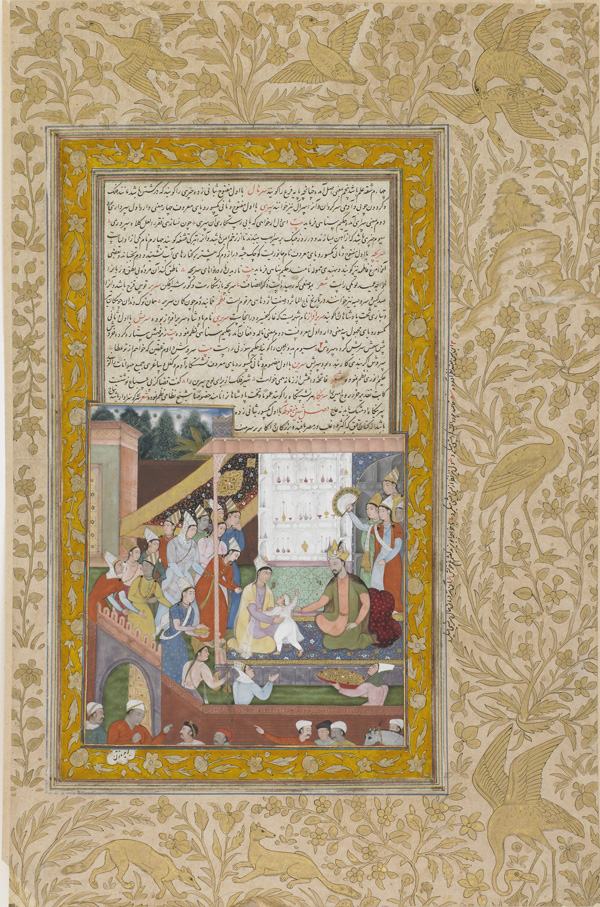
Il piccolo Akbar riconosce sua madre dopo la separazione

Da Humayun, Hamida Banu ebbe un figlio e due figlie:
- Akbar (1542 - 1605), terzo imperatore Moghul.
- Due figlie gemelle (1544 - 1545). Nacquero durante l'esilio dei loro genitori in Persia e morirono infanti durante il viaggio di ritorno in India.

## Cultura popolare
- Nel film indiano Humayun (1945), è interpretata dall'attrice Nargis.
- Nel film indiano La sposa dell'imperatore (2008), è interpretata dall'attrice Poonam Sinha.
- Nella serie TV indiana Jodha Akbar (2013), è interpretata dall'attrice Chhaya Phadkar.
- Nella serie TV indiana Akbar Rakht Se Takht Ka Safar (2017), è interpretata dall'attrice Rishina Kandhari.